# Matija Ogrin
Matija Ogrin, slovenski literarni kritik, literarni zgodovinar, publicist * 14. julij 1967, Ljubljana.

## Življenjepis
Leta 1993 je diplomiral na Oddelku za slovenistiko, leta 1996 pa na Oddelku za primerjalno književnost in literarno teorijo Filozofske fakultete v Ljubljani. Leta 1998 je magistriral, leta 2001 pa doktoriral. Leta 2003 je prejel nagrado Srebrni znak ZRC za celovito in pronicljivo primerjavo različnih vrednotenjskih konceptov literarne kritike na Slovenskem od 1918 do 1945.
Je predsednik Nove slovenske zaveze.

## Delo
Proučuje starejšo slovensko literaturo (od 17. do 19. stoletja), kot literarni zgodovinar pa se ukvarja predvsem z zgodovino recepcije in vrednotenja slovenske literature. V letih 1994-96 je bil glavni urednik revije Tretji dan, od leta 1996 ureja zbirko filozofske esejistike Sidro pri založbi Družina. Od leta 1996 je zaposlen na Inštitutu za slovensko literaturo in literarne vede ZRC SAZU, kjer je zdaj znanstveni svetnik in predstojnik. V letih 2015-20 je bil predsednik Znanstvenega sveta ZRC SAZU. Predsedoval je strokovni komisiji za književnost Prešernovega sklada. 
Posebej se je posvečal raziskavam starejših rokopisnih besedil, za nekatera med njimi je pripravil znanstvenokritično izdajo (Škofjeloški pasijon, Kapelski pasijon). Od leta 2001 je vodja projekta Elektronske znanstvenokritične izdaje slovenskega slovstva, katerega največji je dosežek e-izdaja Brižinskih spomenikov. Na spletu ureja repertorij z opisi in digitalnimi slikami Register rokopisov slovenskega slovstva. Od leta 2007 ureja Zbrana dela Antona Martina Slomška in od leta 2011 inštitutsko zbirko Zbrana dela slovenskih pesnikov in pisateljev, zasnoval je tudi njeno podzbirko Dela starejšega slovenskega slovstva.
Je med avtorji monografije Križanke, ki je leta 2019 prejela priznanje Izidorja Cankarja. 

## Izbrana bibliografija
Monografije
- Literarno vrednotenje na Slovenskem. Od Frana Levstika do Izidorja Cankarja. Ljubljana: Študentska založba, 2002. (COBISS)
- Literarno vrednotenje na Slovenskem: od 1918 do 1945. Ljubljana: Literarno-umetniško društvo Literatura, 2003. (COBISS)
- Slovensko slovstveno izročilo: drobci slovenskega slovstva, izročeni v rokopisih, Celje: Mohorjeva družba, 2020.

Uredniško delo
- Znanstvene izdaje in elektronski medij: razprave. Ljubljana: Založba ZRC, 2005. (COBISS)
- Kapelski pasijon: komedija od Kristusoviga trplinja, katiro so nekidej na te veliki četrtek inu na te velikonočni pondelek v Kapli špilal (sourednik Erich Prunč, 2016).
- Znanstvenokritična izdaja Poljanskega rokopisa (sourednica Andrejka Žejn, 2025)

Izbrani članki
- Literarno vrednotenje v krogu Izidorja Cankarja. Zvon 5/3 (2002). 66–71. (COBISS)
- Prešeren in Slomšek. France Prešeren – Kultura – Evropa (2002). 241–252. (COBISS)
- Literarno vrednotenje pri Antonu in Francetu Vodniku v dvajsetih letih. Literarni izzivi (2003). 232–245. (COBISS)
- Literarnokritiški in estetski pogledi na slovensko literaturo. Pretrgane korenine (2005). 239–248. (COBISS)
- Matija Ogrin: Slomšek, Anton Martin. (prevod Bojan-Ilija Schnabl). V: Katja Sturm-Schnabl, Bojan-Ilija Schnabl (izd./Hg.): Enzyklopädie der slowenischen Kulturgeschichte in Kärnten/Koroška, Von den Anfängen bis 1942. Wien-Köln-Weimar, Böhlau Verlag 2016, 3. zv., str. 1233-1238.(COBISS)